# Ictidosuchops
Ictidosuchops is een geslacht van uitgestorven therocephalide therapsiden.
De typesoort Ictidosuchoides rubidgei Broom 1937 werd in 1938 door Robert Broom hernoemd tot een apart geslacht met als combinatio nova Ictidosuchops rubidgei. De nieuwe geslachtsnaam betekent 'met een uiterlijk als Ictidosuchus'. De oude soortaanduiding eert Sidney H. Rubidge, indertijd een van de productiefste Zuid-Afrikaanse fossielenverzamelaars.
Het holotype BP 6, was een snuit gevonden bij Doornkloof.
Ictidosuchoides intermedius Broom, 1938, de 'middelgrote', werd door hem hetzelfde jaar hernoemd tot een Ictidosuchops intermedius. Deze heeft een schedellengte van tien centimeter.
In 1940 benoemde Broom een Ictidosuchops baurioides, 'op Bauria gelijkend' met holotype RC 30, een schedel. In 1941 benoemde hij een Ictidosuchops watermeyeri, ook weer gebaseerd op een schedel.
Ictidosuchops is wel in de Ictidosuchopidae geplaatst, een klade gedefinieerd als alle Eutherocephalia nauwer verwant aan Ictidosuchops rubidgei dan aan Ictidosuchus primaevus of Bauria cynops.